# 747リアルオペレーション
パイロットストーリー747リアルオペレーションとは、2013年5月30日にテクノブレインから発売されたフライトシミュレーター。パイロットストーリーシリーズの8作目である。

## 概要
プレイヤーは国内線を主に路線網を展開している日本の架空航空会社「ジャパンエアネットワーク（コールサイン：ジャパンアルファ）」の運航部所属のベテラン機長として、数々のステージをこなしていく。
羽田空港、新千歳空港、那覇空港を舞台とし、それぞれの空港に3ステージ＋エキスパートステージ3ステージがある。エキスパートステージとはATC(航空無線)から理解できる指示コマンド、滑走路前待機等の基本的なコマンドが表示されないステージのことである。今作では787インテリジェントコックピット同様、無線が画面上部に表示される。また、今作の大きな特徴としては、スイッチやノブを画面上で直接操作可能なことで、ほとんどの操作をマウスでこなすことができる。

## ステージ

### コンタクトディパーチャー
羽田空港スポット61からプッシュバックし、プッシュバック完了後の状態からスタートする。RWY34Rへ誘導路R,E5,C,C1経由でタキシングし、途中スポット66付近でYTA305のため誘導路上で待機する。その後、タキシング継続し、RWY34Rより離陸を開始する。離陸完了後、すぐにバンク角25°で右旋回する。その後、CMDスイッチを入れ、オートパイロットオン。その後ディパーチャー管制へコンタクトする。ステージ名「コンタクトディパーチャー」はここから来ている。その後方位170へ旋回し、DirectTAURAの指示が出て、ステージ終了となる。

### ランウェイ・インサイト
STEAM付近からアプローチを開始、レーダーベクター終了後、DirectSMILEでILSアプローチを開始する。その後、RWY23へと着陸し、ステージ終了となる。このステージはスポットへのタキシングはない。また、このステージは雨で滑走路が滑りやすくなっている。ステージ名の「ランウェイ・インサイト」は滑走路認識などの意味がある。

### 黄昏のファイナル
KAIHO付近からアプローチを開始、すぐにコンタクトタワー、ILS周波数をセット後、方位010に旋回後ILSアプローチを開始する。RWY34Rに着陸後、C8誘導路を左折、スポット67へ誘導路C,E1経由でタキシング後、スポットインしエンジンカットアウト、ステージ終了となる。

### Breaking Action
ローカライザーキャプチャーの手前からスタートし、YOTEIを通過後、RWY01Rに着陸する。RWY01Rは雪のため滑りやすくなっている。着陸後、誘導路B3を左折、RWY01Lを横断してスポット1へ誘導路D,H2,Jを経由して向かう。スポットイン後、エンジンカットオフしてステージ終了。ステージ名の「Breaking Action」は滑走路の摩擦係数により航空機に通報される情報のこと。

### スノーイングデイ
新千歳空港スポット1からプッシュバックし、プッシュバック完了後の状態からスタートとする。RWY19Rへ誘導路J,H3,A1を経由して向かう。途中、A1で待機、コンタクトタワーし、YTA3040が着陸後、離陸許可が出る。その後、離陸し、コンタクトディーパーチャー後、11000ftまで上昇し、DirectTOBBYの指示が出てステージ終了となる。ステージ名のスノーイングデイは雪が降る日という意味である。また、『ぼくは航空管制官』の新千歳版のサブタイトルもスノーイングデイである。

### VIP機は最優先で
YOKOHの手前から開始し、5000ftへ降下後、YOKOHで上空待機し、後方からエアフォースワンが追い抜き、3000ftへ降下後、アプローチを再開する。タワーにコンタクトし、RWY01Rへ着陸する。また、このステージは上記のランウェイ・インサイト同様スポットへのタキシングはない。ステージ名にあるVIP機はエアフォースワンのことである。

### 碧い珊瑚礁
知念VORの手前から開始し、沖縄本島の南側を沿うように数回レーダーベクターで数回ヘディングを指示される。360°へ旋回後、DirectKELLYの指示が出てRWY36へ着陸、誘導路E2を右折、誘導路上のYTA906がタキシング開始後、SPOT33へ誘導路Aを経由してタキシングし、スポットイン後エンジンカットオフ、ステージ終了となる。ステージ名の「碧い珊瑚礁」は沖縄の美しい珊瑚礁を表している。

### ブルーコリドー
那覇空港スポット34からプッシュバックし、プッシュバック完了後の状態からスタートする。RWY36へ誘導路A,E8経由でタキシングし、離陸。離陸完了後、CMDスイッチを入れ、オートパイロットオン。その後ディパーチャー管制へコンタクトする。ステージ名「ブルーコリドー」は新千歳ステージ「スノーイングデイ」同様、ぼくは航空管制官　那覇空港編のサブタイトルである。その後数回ヘディングを指示、コンタクトNAHACenterの指示が出て、ステージ終了となる。

### ありがとう747
那覇空港スポット34からプッシュバックし、プッシュバック完了後の状態からスタートする。リクエストタキシー後、タキシング待機の指示が出て、その後RWY18へ誘導路A,A0経由でタキシングし、離陸。離陸完了後は2000ftを維持し、ディパーチャーにコンタクトした後しばらく水平飛行を続ける。AH701を過ぎる直前にフライトレベル390まで上昇、方位090へ旋回後、DirectNABEEの指示が出たあと、機長アナウンス、ステージ終了となる。このステージはラストフライトで、ステージ名の「ありがとう747」は747に対する感謝の気持ちを表している。

## トロフィーなど
トロフィー
エキスパートステージを除く全てのステージをクリアすると手に入れられる。
グレートキャプテンの証
エキスパートステージを含む全てのステージをクリアすると手に入れられる。

## 登場人物
神田機長
ジャパンエアネットワーク747運航部のベテラン機長。那覇ステージ「ありがとう747」の機長アナウンスで「私も入社以来約20年間、このジャンボに乗り続けています」と発言している。
新見副機長
ジャパンエアネットワーク747運航部の副機長。神田機長と同じ便に搭乗し、プレイヤーが指示コマンドの操作に間に合わなかったときは「フラップセットしますね」などと優しい言葉をかけて代わりにこなしてくれる。入社年数は不明。
青山客室乗務員
入社年数は不明、さまざまなアナウンス等を担当している。
ディスパッチャー
カンパニー（社内無線）でのやり取りを担当している。羽田、那覇は男性、新千歳は女性となっている。
グランド
整備や貨物の搭載などを行っている。
管制官
航空機に対して様々な指示をする。空港、周波数によって男性、女性が異なる。また、男女比はどの空港も1:1になっている。
| 空港       | アプローチ | タワー | グランド | ディパーチャー |
| ---------- | ---------- | ------ | -------- | -------------- |
| 羽田空港   | 女性       | 男性   | 男性     | 女性           |
| 新千歳空港 | 男性       | 女性   | 男性     | 女性           |
| 那覇空港   | 女性       | 男性   | 男性     | 女性           |

## 機体

### 概要
操縦する機体はB747-400Jで、ボーイング747-400をベースとしたジャパンエアネットワーク特注の機材となっている。現実の747-400との違いは後述する。機体番号はJA745Nとなっている。

### B747-400J　仕様
ノーズギアの操舵…ステアリングレバーでしか操作できなかった前輪をラダーペダルで操作可能にした。
水平安定性特性の見直し…主翼特性の見直しにより、より安定した旋回動作が可能となった。
完全デジタル化されたコックピットアビオニクス…デジタル機器の信頼性向上により、バックアップとして必要だったアナログメーターを廃止した。
オートトリムコントロール…主翼特性の変更に合わせ、エルロントリム、ラダートリムをセミオートマチック化、エレベータトリムもメインギア接地とともにリセットされるようにした。
ギア動作の高速化…ギアの動作速度を40%向上した。
高性能タイヤの装備…横方向に摩擦係数の大きいタイヤの採用により、ハンドリングおよびブレーキング性能を向上した。
ナビゲーション(NAV)周波数の設定…NAVの周波数設定をVORとILSを統一して操作できるようになり、ILSコースも自動で設定されるようにした。